# Alwin Berger
Alwin Berger (* 28 d'agost de 1871 a Möschlitz, prop de Schleiz, Turíngia; † 21 d'abril de 1931 a Cannstatt) va ser un botànic, jardiner i investigador de suculentes alemany. La seva abreviatura oficial d'autor botànic és "A.Berger"; Anteriorment, l'abreviatura "Berger" estava en ús.

## Vida i treball
Alwin Berger va néixer el 28 d'agost de 1871 a Möschlitz, prop de Schleiz a Turíngia. Va assistir a l'escola a Schleiz i després va completar una capacitació com a jardiner a Ebersdorf. Després de completar la seva formació, va treballar als jardins botànics de Dresden, Greifswald, Freiburg i Frankfurt am Main.
El 1897 es va convertir en conservador de la fundació del Jardí Botànic Thomas Hanbury a Capo Mortola, prop de la ciutat de Ventimiglia, a la Ligúria italiana. Va ocupar aquest càrrec fins al 1914. Durant el seu temps a Itàlia, es va dedicar principalment al sistema botànic de suculentes i va desenvolupar una reputació com a expert internacional en aquest camp.
Amb l'esclat de la Primera Guerra Mundial, la seva estada a Itàlia es va tornar massa insegura per a ell, per la qual cosa va tornar a Alemanya el 1915 i, com a inspector de jardins d'Oberhof, va cuidar els jardins del rei de Württemberg a Stuttgart.
De 1923 a 1926 va treballar a l'Institut de Recerca de Ginebra de Nova York, abans de tornar a Stuttgart, on es va convertir en cap del departament botànic del Museu d'Història Natural.
Va contribuir en l'obra Das Pflanzenreich  per Adolf Engler que incloïa Liliaceae - Asphodeloideae - Aloineae (1908), per a la 2a edició, volum 18a (1930) va contribuir en el llibre Die natürlichen Pflanzenfamilien el capítol sobre la família "Crassulaceae". La seva obra principal és el llibre publicat el 1915 Die Agaven: Beiträge zu einer Monographie., en què descriu 271 espècies d'agave de 3 gèneres. Va ser el primer a descriure el nou gènere de cactus Roseocactus.
Alwin Berger va morir el 20 d'abril de 1931 a Cannstatt a l'edat de 60 anys. A través de la intervenció de la botànica Liberty Hyde Bailey, el Jardí Botànic de Nova York va adquirir l'herbari de Berger, que va incloure mostres de més de 1.000 espècies de suculentes diferents, de la seva vídua, Elise Berger.

## Honors
Els gèneres de plantes Bergeranthus Schwantes de la família de les aïzoàcies (Aizoaceae), i Bergerocactus Britton & Rose de la família de les cactàcies (Cactaceae) han estat nomenats en el seu honor.

### Epònims
Els gèneres Bergerocactus (Cactaceae) i Bergeranthus (Aizoaceae) van ser batejats en el seu honor.

## Escrits (selecció)

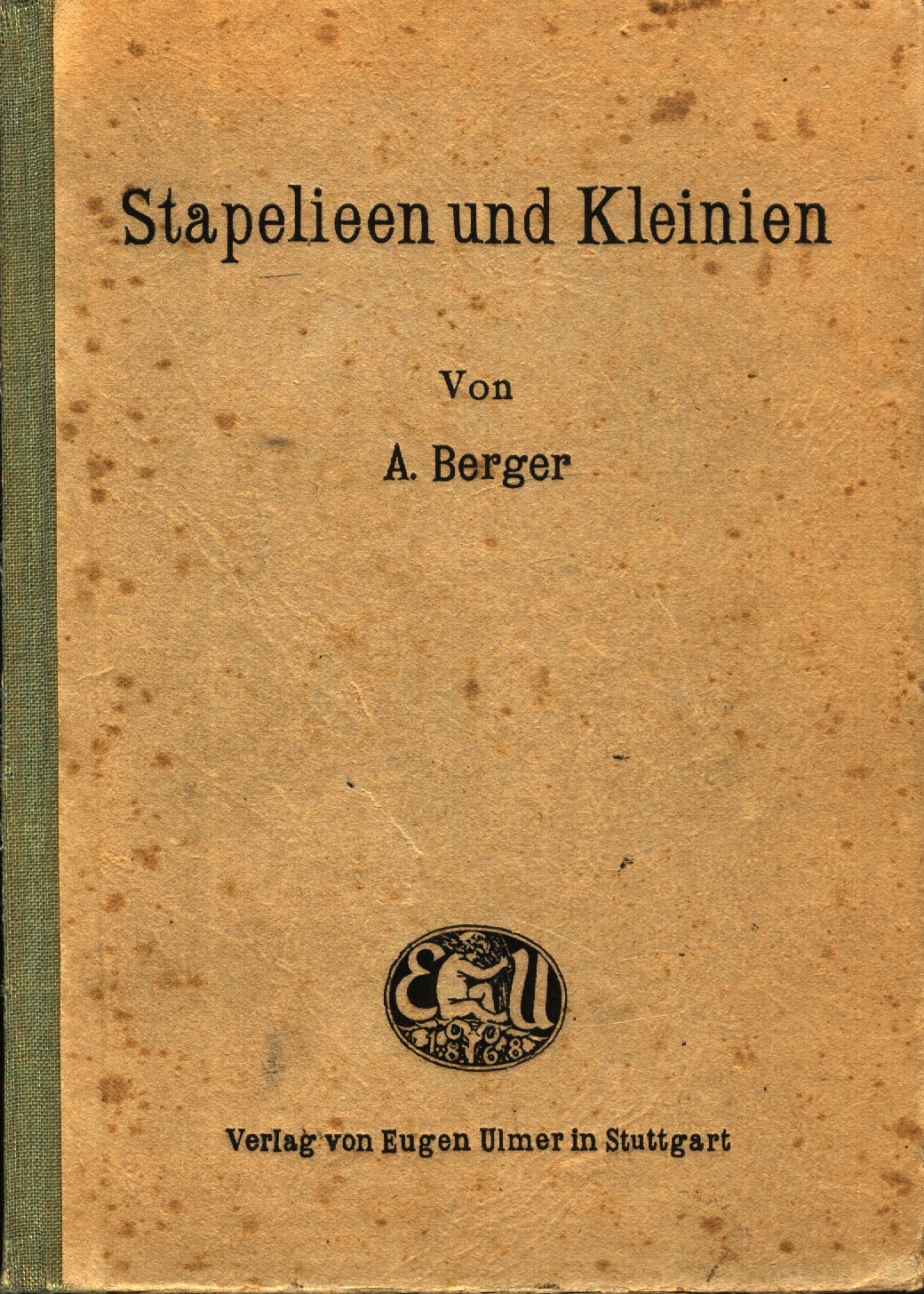
Títol "Stapelien und Kleinien"

### Articles periodístics
- A Systematic Revision of the Genus Cereus. In: Missouri Botanical Garden Annual Report. 1905, S. 57–86 (online, JSTOR 2400072).
- Über die systematische Gliederung der Gattung Aloe. In: Botanische Jahrbücher für Systematik, Pflanzengeschichte und Pflanzengeographie. Band 36, Nummer 1, 1905, S. 42–68 (online).
- Roseocactus, a new genus of Cactaceae. In: Journal of the Washington Academy of Sciences. Band 15, 1925, S. 43–48.
- Eine neue Aristolochia aus Bolivien. In: Württembergischer Naturaliensammlung, Stuttgart 1927

### Llibres
- Systematische Übersicht der kultivierten Kleinien. Neumann, Neudamm 1904/5.
- Sukkulente Euphorbien. Beschreibung und Anleitung zum bestimmen der kultivierten Arten, mit kurzen Angaben über die Kultur. Eugen Ulmer, Stuttgart 1907.
- Liliaceae-Asphodeloideae-Aloineae: Mit 817 Einzelbildern in 141 Figuren und 1 Tafel. In: Adolf Engler (Hrsg.): Das Pflanzenreich. Regni vegetablilis conspectus. Heft 33, Wilhelm Engelmann, Leipzig 1908 (online).
- Mesembrianthemen und Portulacaceen. Beschreibung und Anleitung zum Bestimmen der wichtigsten Arten, mit kurzen Angaben über die Kultur. Eugen Ulmer, Stuttgart 1908 (online).
- Einige neue afrikanische Sukkulenten. Wilhelm Engelmann, Leipzig 1910.
- Stapelieen und Kleinien, einschliesslich einiger anderer verwandter Sukkulenten. Beschreibung und Anleitung zum Bestimmen der wichtigen Arten mit kurzer Angabe über die Kultur. Eugen Ulmer, Stuttgart 1910.
- Hortus Mortolensis : enumeratio plantarum in horto Mortolensi cultarum: Alphabetical catalogue of plants growing in the garden of the late Sir T. Hanbury at La Mortola, Ventimiglia, Italy. West, Newman, London 1912. (online).
- Die Agaven: Beiträge zu einer Monographie. Mit 70 Abbildungen und 2 Karten. Gustav Fischer, Jena 1915 (online).
- A Taxonomic Review of Currants and Gooseberries. Genova, New York 1924.
- Die Entwicklungslinien der Kakteen. 1926.
- Kakteen - Anleitung zur Kultur und Kenntnis der wichtigsten eingeführten Arten. Eugen Ulmer, Stuttgart 1929.
- Crassulaceae. Leipzig 1930.